# Label Switched Path
Das Internet baut auf dem Internetprotokoll IP auf, ist also ein paketvermitteltes Netz. Das bedeutet, dass Datenpakete einzeln durch das Netz geleitet werden und es durchaus vorkommen kann, dass die zu einer Verbindung gehörigen Pakete unterschiedliche Wege nehmen. Das macht das Verhalten des Netzes schlechter vorhersagbar als das Verhalten eines leitungsvermittelten Netzes wie dem Telefonnetz. Das Protokoll MPLS erlaubt es, auf einem paketvermittelten Netz virtuelle Leitungen aufzusetzen. Bei MPLS heißen solche Leitungen Label Switched Path (LSP).
Ein LSP ist also ein mittels MPLS geschalteter Weg durch ein geroutetes IP-Netz. Die den Pfad terminierenden Router werden Label Edge Router (LER) genannt, von denen der Anfangsknoten eines LSPs auch als Ingress-Router bezeichnet wird, der Endpunkt als Egress-Router. Typischerweise liegen diese Anfangs- und Endknoten an Eingangs- und Ausgangspunkten eines Autonomen Systems (AS) (AS Boundary Router). Während die Label Edge Router die MPLS Label zu den Datenpaketen hinzufügen oder entfernen, tauschen die MPLS Router im Innern des LSP die MPLS Label aus und heißen deshalb Label Switched Router (LSR).
Das Schalten der LSPs kann vollständig manuell, halbautomatisch oder vollautomatisch erfolgen.
- Die manuelle Variante erfordert die Konfiguration jedes Routers, den ein LSP durchläuft, wird jedoch bei autonomen Systemen in der Größenordnung von mehreren Dutzend Routern uneffektiv.
- Die halbautomatische Variante erfordert nur die manuelle Konfiguration von Teilen des LSPs, also zum Beispiel der Weg über die ersten drei Router. Der Rest der Wegfindung für den LSP wird dem IGP überlassen.
- Die vollautomatische Variante verlässt sich bei der Festlegung des Pfades für einen LSP vollständig auf ein Signalisierungsprotokoll wie das Label Distribution Protocol (LDP), Resource Reservation Protocol (RSVP), RSVP-TE, Border Gateway Protocol (BGP) oder CR-LDP.

Da das Weiterleiten von Datenpaketen über LSPs für die höheren Transportschichten intransparent ist, wird ein LSP auch als MPLS-Tunnel bezeichnet.
Zur Fehlererkennung kennt LSP verschiedene Funktionen:
- Durch ein LSP Ping wird überprüft, ob Pakete einer Forwarding Equivalence Class (FEC) ihren MPLS-Pfad auf einem LSR beenden, der dieser FEC als Ausgangs-Router dient. Als Vorbild für diese Funktion dient das bekannte ICMP Echo Request/Reply
- Bei einem LSP Traceroute wird zur Control Plane jedes LSRs des LSPs ein LSP Traceroute Paket geschickt. Dabei wird untersucht, ob die LSRs auch tatsächlich Transit-LSRs für den zu untersuchenden Pfad sind. Über zusätzliche Informationen, die die LSRs zur Verfügung stellen, lässt sich beispielsweise feststellen, ob das Forwarding dem von den Routing-Protokollen festgelegten Pfad entspricht.